# The Ecleftic: 2 Sides II a Book
The Ecleftic: 2 Sides II a Book – drugi album Wyclefa Jeana wydany 25 lipca 2000 roku nakładem Columbia Records.

## Lista utworów
1. "Columbia Records" – 1:52
2. "Where Fugees At?" – 3:48
3. "Kenny Rogers – Pharoahe Monch Dub Plate" – 3:04
4. "Thug Angels" – 6:35
5. "It Doesn't Matter" (feat. The Rock & Melky Sedeck) – 3:57
6. "911" (feat. Mary J. Blige) – 4:19
7. "Pullin' Me In" – 4:38
8. "Da Cypha" – 4:26
9. "Runaway" (feat. Earth, Wind & Fire oraz The Product G&B) – 4:56
10. "Red Light District" – 0:40
11. "Perfect Gentleman" – 4:09
12. "Low Income" – 4:20
13. "Whitney Houston Dub Plate" – 1:42
14. "However You Want It" – 3:03
15. "Hollyhood To Hollywood" – 4:45
16. "Diallo" (feat. Youssou N'Dour oraz MB2) – 7:22
17. "Something About Mary" – 5:19
18. "Bus Search" – 0:47
19. "Wish You Were Here" – 4:06